# Alain Pelosato
Alain Pelosato, né le 19 décembre 1946 à Algrange (Moselle), est un écrivain, essayiste et éditeur français.
Depuis 2003, il est le directeur de la publication de Science-Fiction magazine.

## Biographie
Originaire de la région de la Lorraine, Alain Pelosato suit une formation d'ingénieur chimiste à l'INSA de Lyon, puis exerce le métier d'enseignant dans le secondaire durant trois années.
En 1973, il est nommé par Camille Vallin, sénateur-maire de Givors, à la direction de l’association pour la défense de la nature et la lutte contre les pollutions de la vallée du Rhône. Il exerce cette fonction pendant trente ans.
Militant au PCF de 1968 à 2001, il est adjoint à la mairie communiste de Givors de 1983 à 2001.
Il est directeur des publications Écologie et progrès et Science-Fiction magazine.

## Carrière dans le registre de la science-fiction
Il signe des textes littéraires sous son identité ainsi que sous le pseudonyme de « Pierre Dagon ».
Depuis 2003, il est le directeur de la publication de Science-Fiction magazine, éditée par la société de presse Sfm éditions 2015.
Il s'est fait notamment connaître comme essayiste et chroniqueur pour ses ouvrages « Fantastique : des auteurs et des thèmes » (1998) et « Un siècle de cinéma fantastique et de science-fiction » (2005),.

## Publications

### Sous son identité
Que sais-je ?
- Le Rhône, 1996, Que sais-je ?, no 1507 (OCLC 35757698)

Essais
- Au fil du Rhône : histoires d'écologie : 1971-1991, 1992, éd. Messidor (OCLC 406872588), ré-édition Le Rhône (1996 Presses Universitaires de France) et Le Rhône fleuve lumière (1998 - Éditions Ouest France)
- Le Cinéma fantastique (1998 Éditions Naturellement)
- Fantastique, des auteurs et des thèmes (1998 Éditions Naturellement)
- Le Cinéma Fantastique en 1998 (1999 Éditions Naturellement)
- Fantastique et Science-fiction au cinéma (1999 Éditions Naturellement)
- Le Cinéma fantastique (guide des films 2000 - 2001) (2002 Éditions Naturellement)
- Un siècle de cinéma fantastique et de SF, Paris, Ed. Le Manuscrit (réimpr. 2013) (1re éd. 2005), 527 p., 23 cm (ISBN 2-7481-6072-X et 2-7481-6073-8, OCLC 867999207, SUDOC 170989127, présentation en ligne, lire en ligne ).
- Fandom (2005)
- Vampires au cinéma (2011)
- Lovecraft au cinéma (2011)
- Zombies au cinéma (2012)
- Le Gothique au cinéma (2012)
- Nature fantastique au cinéma (2012)
- Communisme : je m'en suis sorti ! (2012)
- Un siècle de cinéma fantastique et de SF - La suite : 2004-2015 (2015)
- Cinéma fantastique et de SF, Essais et données pour une histoire du cinéma fantastique 1895-2015 (2016)
- Fandom 2 (2017)
- 123 ans de cinéma fantastique et de SF, Essais et données pour une histoire du cinéma fantastique 1895-2019 (2019)
- Fandom 3 (2020)
- 125 ans de cinéma fantastique et de SF… 2e partie (Mise à jour 1951-2020)
- Mes écrits pour Sfmag (2003-2020)
- 126 ans de cinéma fantastique et de SF… : dossiers Graham Masterton & Stephen King, Givors, 2021, 266 p., 20 cm (ISBN 2-915512-62-0 et 978-2-915512-62-5, BNF 46800725, présentation en ligne).
- 128 ans de cinéma fantastique et de SF - deuxième partie : essais et données pour une histoire du cinéma fantastique (1951-2023)

#### 36 volumes de taxinomie du cinéma fantastique (2018 - 2022) et romans SF - sfm éditions
- 2016 :
  - The Strain
  - Terreur végétale
  - Stargate le guide
- 2017 : Supernatural intertextualité cinématographique
- 2018 : Lovecraft au cinéma - Du Monstre de Val Guest à Stranger Thinks
- 2019 :
  - X-files le Guide
  - Aliens, Mutants et autres Monstres
  - Zombies et autres revenants
  - Anges, Démons et Enfer
  - Nature terrifiante et cinéma fantastique
  - Philip K. Dick écrits et films
  - Robots, I.A. et monde virtuel
  - Films gothiques
  - Voyages dans le temps
  - Bestiaire du cinéma fantastique
  - Écrivains fantastique SF cinéma
- 2020 :
  - La saga Alien généalogie filiation cousinade
  - The X-Files Intertextualité Exégèse et Herméneutique
  - Fins du monde au cinéma
  - Odyssées de l'espace au cinéma
  - Le diable et ses serviteurs au cinéma
  - Docteurs de l'horreur au cinéma
  - Hellraiser la saga de Clive Barker au cinéma
  - Poupées, enfants, terreur au cinéma
  - Représentations de la mort au cinéma
  - Rêves Cauchemars & hallucinations dans le cinéma fantastique
  - Sagittarius A* (ISBN 978-2915512489)
  - La Nef d'AntiG (ISBN 978-2915512496)
  - Giordano Bruno (ISBN 978-2915512519)
  - La Trame des mondes Troisième partie (ISBN 978-2915512588)
- 2021 :
  - Godzilla King Kong et autres monstres au cinéma
  - Extraterrestres films en série
  - Supernatural intertextualité cinématographique, La suite : saisons 13 à 15
  - EAU fantastique au cinéma
  - Dracula… le vampire
  - Sur mon ami Lovecraft
  - Frankenstein dieu des revenants
  - E. R. Burroughs l'aventurier de l'imaginaire
  - Orson Scott Card : l'écologie et la foi
  - Fantastique - SF - Sciences
  - La Fantasy française avec Le Domaine de R. et Ortog et la Fantasy là où on ne pense pas la trouver
  - Tolkien le conteur de l'écologie
  - EAU fantastique au cinéma
  - 123 ans de cinéma fantastique et de SF… en 2 volumes édition revue et corrigée reliée
  - Fantastique western italien
- 2022 :
  - Loup… garou et autres loups fantastiques au cinéma
  - Tueurs fantastiques au cinéma, Givors, 236 p., 12,5 × 20,5 cm (ISBN 978-2-915512-82-3 et 978-2-915512-81-6).
  - Contes et légendes au cinéma
  - La religion dans le cinéma fantastique
  - Nyarlathotep à Tchernobyl (ISBN 978-2915512892)
  - La trame des mondes 4e partie (ISBN 978-2915512922)

### Romans sous le pseudonyme de Pierre Dagon
Il a publié, sous le pseudonyme de Pierre Dagon, les romans suivants :
- Les 12 filles de Lilith (2001) [présentation en ligne]

- Lovecraft à Espérance (2003) -  (ISBN 978-1505645781)
- L'Alchimiste (2005) -  (ISBN 978-1505661682)
- Yuggoth et Titan (2018) -  (ISBN 978-2915512038)
- Cthulhu dégage : Nyarlathotep arrive (2019) -  (ISBN 978-2915512342)
- Shub-Niggurath le Bouc aux mille chevreaux (2019) -  (ISBN 978-2915512359)
- Le Voyage à Innsmouth (2019) -  (ISBN 978-2915512366)
- Abdul Alhazred (2019) -  (ISBN 978-2915512403)
- Arkham (2019) -  (ISBN 978-2915512410)
- La Trame des mondes Deuxième partie (2020)

- Conversation entre Garand l'Alchimiste et Howard Phillips Lovecraft (2022) avec Alain Pelosato  (ISBN 978-2494271050)[10]

Sous le même pseudonyme, il a publié quelques nouvelles :
- Les Âges sombres (2005) [présentation en ligne]
- Le Train (2009) [présentation en ligne]

Il a aussi publié des essais :
- Lovecraft est parmi nous (2007) (Le roman et des essais sur Lovecraft) -  (ISBN 9782356071774)
- "Fandom" (2017) -  (ISBN 978-1481862646)
- Fandom 2 (2017) -  (ISBN 978-2915512069)
- Fandom 3 (2020) -  (ISBN 978-2915512434)

## Critique littéraire
Dans les années 1990, il a eu une activité de critique littéraire qu'il poursuit par la publication de ses chroniques dans science fiction magazine.

## Illustrateur
Il a illustré La Compagnie des clones (1997), éditions Naturellement.

## Traducteur
Il a traduit « Belve », d'Alda Teodorani (BNF 38903599).